# Docteur Aïebobo
Docteur Aïebobo (Доктор Айболит, Doktor Aïbolit) est un film d'animation soviétique réalisé par David Cherkassky, sorti en 1984.

## Fiche technique
- Titre original : Доктор Айболит
- Titre français : Docteur Aïebobo[1]
- Réalisation : David Cherkassky
- Scénario : Efim Tchepovetski, David Cherkassky
- Musique : Georgy Firtich
- Pays d'origine : URSS
- Format : Couleurs - 35 mm - Mono
- Genre : conte merveilleux
- Durée : 68 minutes
- Date de sortie : 1984

## Distribution

### Voix originales
- Zinovi Gerdt (4-7)/Sergueï Iourski (3) : Aïbolit
- Maria Mironova : Varvara
- Zoïa Pylnova : Svinia
- Lioudmula Larina : Zaïtchik
- Lioudmila Ivanova : Lissa
- Gueorgui Kichko (2, 4)/Semion Farada : Barmaleï
- Evgueni Paperny : Odnoglazy
- Alexandre Bourmistrov : Medved/Guippopotam
- Grigori Toltchinski : Maïk